# Paolo Baroni
Pour les articles homonymes, voir Baroni.
Paolo Baroni est un acteur italien né à Castelnuovo di Val di Cecina, en Toscane, le 4 septembre 1945.

## Biographie
Acteur à l'apparence élancée et dégingandée, au regard étonné (mis en valeur par ses lunettes) et à l'accent toscan particulier, il a fait ses débuts avec Federico Fellini et travaillé avec Dino Risi. En plus de sa carrière d'acteur au cinéma, Paolo Baroni est connu du public à la télévision, principalement parce qu'il joue le rôle du majordome dans l'émission Porta a Porta de Bruno Vespa, diffusée sur Rai Uno, depuis le premier épisode en 1996.
Un de ses rôles notables dans sa carrière cinématographique est le personnage du jeune marquis snob joué dans le film Sapore di mare de Carlo Vanzina et sa suite, réalisée par Bruno Cortini.

## Filmographie partielle
- 1971 : Les Clowns (I clowns) de Federico Fellini : clown blanc (non crédité)
- 1973 : Amarcord de Federico Fellini : un étudiant (non crédité)
- 1976 : La Carrière d'une femme de chambre (Telefoni bianchi) de Dino Risi : Gabriellino
- 1976 : Le Bataillon en folie (Sturmtruppen) de Salvatore Samperi : un soldat
- 1977 : Les Nouveaux Monstres (I nuovi mostri) de Mario Monicelli : le prêtre (sketch Tantum ergo)
- 1979 : Pardon, vous êtes normal ? (Scusi lei è normale?) d'Umberto Lenzi : Le garçon aux lunettes
- 1980 : Plus il est con, plus il s'en donne l'air de Neri Parenti et Paolo Villaggio
- 1981 : Fantôme d'amour (Fantasma d’amore) de Dino Risi : Ressi
- 1982 : Ensemble, c'est un bordel... séparés, un désastre  (Quando la coppia scoppia) de Steno : un collègue d'Enrico
- 1982 : Sapore di mare de Carlo Vanzina : le jeune Pucci
- 1983 : Vacanze di Natale de Carlo Vanzina : Collosecco
- 1987 : Les Yeux noirs (russe : Очи чёрные, italien : Oci ciornie) de Nikita Mikhalkov : Manlio, le mari de Tina
- 1988 : Le Petit Diable (Il piccolo diavolo) de Roberto Benigni : Saverio
- 1991 : Rossini! Rossini! de Mario Monicelli : Michotte